# Acrocercops caenotheta
Acrocercops caenotheta är en fjärilsart som först beskrevs av Edward Meyrick 1880.  Acrocercops caenotheta ingår i släktet Acrocercops och familjen styltmalar. Inga underarter finns listade i Catalogue of Life.